# West Benton Township (comté de Christian, Missouri)
Pour les articles homonymes, voir West Benton Township et Benton Township.
West Benton Township est un township  du comté de Christian dans le Missouri, aux États-Unis,.